# Rainbow (attractie)
Rainbow is een attractie ontworpen door het Duitse bedrijf HUSS Park Attractions. Er werden 42 units geproduceerd. De attractie is verwant aan het Vliegend tapijt en Ali Baba.

## Ontwerp
De Rainbow werd door HUSS Park Attraction ontworpen begin de jaren 1980. De gondel heeft 3 rijen met zitbankjes. In elk bankje kunnen 2 personen plaatsnemen. Er zijn 16 zitjes, dus de maximumcapaciteit per rit zijn 32 personen. In de eerste reeks zorgde een metalen staaf voor bescherming. Deze staaf kwam ter hoogte van de heup. In latere modellen werd de staaf vervangen door veiligheidsgordels. In 2000 kwam er vanuit HUSS een verplichting om de oudere modellen ook te voorzien van veiligheidsgordels.
De horizontale gondel is gekoppeld aan een verticale arm.  Deze arm maakt een 360°cirkelbeweging waardoor de gondel de hoogte ingaat. Het hoogste punt van de gondel is 20 meter. De gondel blijft altijd in evenwicht en loodrecht. 
In het midden van de arm is een grote zon. Vooraan en onderaan de gondel zijn borden bevestigd met grote wolken. Achter de laatste rij zitjes is een regenboog bevestigd. Verdere inkleding van de Rainbow is afhankelijk van het ontwerp.
De Rainbow wordt aangedreven door vier hydraulische motoren.

## Verschil met Vliegend Tapijt
Een Rainbow wordt ten onrechte ook omschreven als een Vliegend Tapijt en omgekeerd. Rainbow werd ontworpen door HUSS Park Attractions, het Vliegend Tapijt door Weber Maschinenbau GmbH. In een Rainbow staan de zitjes evenwijdig met het platform waardoor de inzittende een beweging naar links of rechts maakt. In het Vliegend Tapijt staan de zitjes 90 graden gedraaid ten opzichte van het platform waardoor men een voor- of achterwaartse beweging maakt.

## Bobbejaanland
In het Belgische pretpark Bobbejaanland was een Rainbow tussen 1985 en 2000. Later kwam op deze plaats Mambo. De Rainbow werd afgebroken omdat er onvoldoende plaats was voor de bouw van Thrillenium Ride, een attractie die er uiteindelijk nooit zou komen.

## Ongeval Liseberg
Op 15 juli 2008 gebeurde er in het pretpark Liseberg een ongeval met een Rainbow. De horizontale gondel kwam tijdens een rit vast te zitten aan de arm door een afgebroken onderdeel, waardoor de bank niet meer horizontaal bleef en een zijkant de grond raakte. Er vielen 23 gewonden.